# Királyi Pál utca
A Királyi Pál utca Budapest V. kerületében van, a Vámház körúttól vezet a Szerb utcáig.

## Nevének eredete
A 18. században a Schützen Gasse néven ismerték, nevét az 1786-ban itt épült pesti Lövöldéről kapta, de hívták Hajdúk utcájának, Célosház utcának, 1866-ban Lövész utcának, végül 1892-ben nevezték át az abban az évben elhalálozott újságíró, publicista és politikus után Királyi Pál utcának.

## Fontosabb épületei
- 13/b szám: lakóház, udvarán Pest középkori városfalának maradványa és a Történelmi Városfal Bemutatóhely
- 18. szám: Szupp-ház. Háromemeletes eklektikus stílusú sarokház 19 ablakkal, oldalhomlokzatán a Bástya utca 23. felé 2+4 ablakkal. Eredetileg klasszicista háznak épült, építtetője Zofahl Lőrinc volt 1839-ben. 1844-ben Diescher József megtoldotta, majd 1871-ben Pucher József két emeletet épített rá és a homlokzatát is átalakította. Udvarán klasszicista rácsok és vörösmárvány kút áll. A Kálvin tér 5. szám és a Királyi Pál utca 20. szám felőli tűzfalában pedig a pesti városfalak maradványai láthatóak. Itt lakott Petőfi Sándor 1848. augusztus 1-jétől. Pincéjében található a Budapest Pont kulturális-közösségi tere.